# Hemmenhofen (Gaienhofen)
Hemmenhofen ist ein Ortsteil der Gemeinde Gaienhofen im Landkreis Konstanz in Baden-Württemberg.

## Geographische Lage
Der Ort liegt am nördlichen Ufer des Untersees, dem westlichen Teil des Bodensees, im Süden der Halbinsel Höri.

## Geschichte
Hemmenhofen wurde als Hemminhovun erstmals im Jahr 882 in einem Güterverzeichnis des Klosters St. Gallen urkundlich erwähnt. Es wird jedoch vermutet, dass die Siedlung seit dem 7. Jahrhundert bestand.
Im 12. Jahrhundert gelangte der Ort in den Besitz des Klosters Allerheiligen in Schaffhausen (Erwähnung im Güterverzeichnis 1150). Im Jahr 1282 erwarb ihn das Zisterzienserinnenkloster Feldbach in Steckborn, auf der dem Ort gegenüberliegenden Seite des Untersees im heutigen Schweizer Kanton Thurgau.
Im Jahr 1804 wurde Hemmenhofen, das zuvor eine schweizerische Exklave bildete, dem Haus Habsburg einverleibt. 1806 kam es an Württemberg und 1810 an das Großherzogtum Baden.
In den 1930er und 1940er Jahren wurde Hemmenhofen zum Rückzugsort bedeutender, von den Nationalsozialisten als „entartet“ diffamierter Künstler. Maler wie Max Ackermann, Curth Georg Becker, Otto Dix, Erich Heckel, Walter Herzger und Helmuth Macke lebten und arbeiteten hier.
Hemmenhofens Status als selbstständige Gemeinde endete am 1. Oktober 1974 mit der Eingemeindung in die heutige Gemeinde Gaienhofen.
Heute verfügt das einstige Fischerdorf über das größte Bettenangebot in der Gemeinde Gaienhofen. In Hemmenhofen befindet sich die Außenstelle des Landesamts für Denkmalpflege, das die Ausgrabungen der Pfahlbausiedlungen von Hornstaad-Hörnle erforscht, die seit 2011 als Teil der prähistorischen Pfahlbauten um die Alpen auf der Liste der UNESCO Welterbestätten stehen.

## Sehenswürdigkeiten

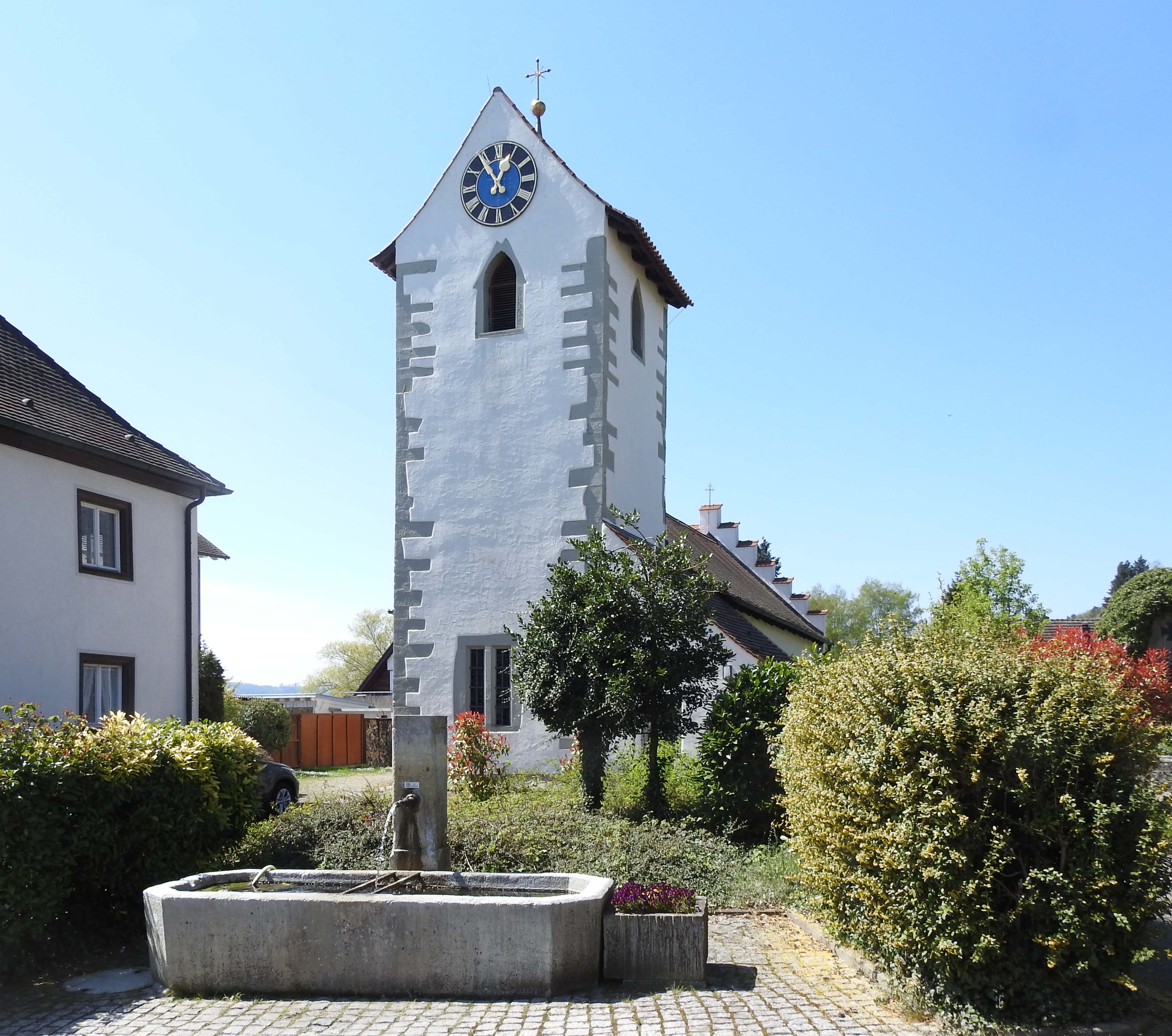
Kirche St. Agatha und St. Katharina in Hemmenhofen

- Das Bodenseeufer zwischen Hemmenhofen und Wangen (Ortsteil der Gemeinde Öhningen) ist seit 1961 Naturschutzgebiet.
- Otto-Dix-Haus, das ehemalige Atelier- und Wohnhaus des Künstlers Otto Dix ist heute als Museum Haus Dix eine Einrichtung des Kunstmuseums Stuttgart.[8]
- Pfarrkirche St. Agatha und St. Katharina, spätgotische Saalkirche aus dem 14./15. Jahrhundert[9]

## Persönlichkeiten
- Julius Bahle (1903–1986), Psychologe, Musikwissenschaftler und Psychotherapeut, starb in Hemmenhofen
- Otto Dix (1891–1969), Maler, lebte ab 1936 in Hemmenhofen
- Erich Heckel (1883–1970), Maler, lebte ab 1944 in Hemmenhofen
- Karl Kling (1910–2003), Automobilrennfahrer, starb in Hemmenhofen
- Helmuth Macke (1891–1936), Maler, lebte ab 1933 in Hemmenhofen